# Hay Castle
Hay Castle (walisisk: Castell y Gelli) er en middelalderfæstning og et landsted fra 1600-tallet i byen Hay-on-Wye i Powys, Wales. Den blev oprindeligt opført under den normanniske invasion af Wales i slutningen af 1000-tallet eller begyndelsen af 1200-tallet. Den blev genopført i sten omkring 1200 af Braose-familien. Den havde herefter en turbulent historie, og blev angrebet og nedbrændt flere gange under både første og anden baronkrig, krigene med de walisiske prinser, glyndwroprøreret og rosekrigene. I 1600-tallet blev der opførte en jakobetiansk landsted ved siden af keepet, og ejendommen blev et privat hjem. Store brande i 1939 og 1977 ødelagde borgen, og på trods af reparationer i 1980'erne, så er meget af bygningen forfalden og ustabil i dag. Siden 2011 har den været ejet af Hay Castle Trust, der planlægger at renovere stedet.